# 戸沢橋

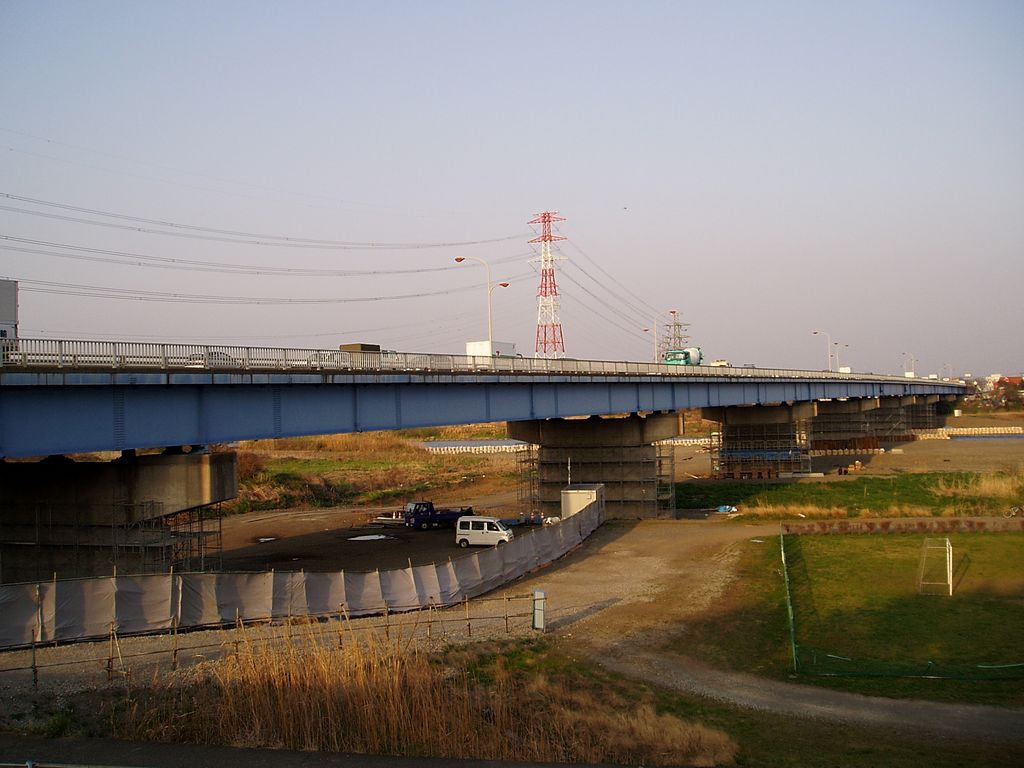
戸沢橋（厚木市下流側から）

戸沢橋（とざわばし）は、神奈川県海老名市・厚木市にあり、相模川に架かる神奈川県道22号横浜伊勢原線の道路橋である。
名前の由来は、厚木市戸田と海老名市門沢橋を結ぶことから。1991年（平成3年）にかながわの橋100選に選ばれている。

## 歴史
現在戸沢橋を通している県道は、歴史を遡ると江戸時代の大山道と呼ばれる街道が発祥で、相模川を渡るために渡船が運航されていた。その渡船に代わるものとして架けられた橋である。
現在の橋は、1961年（昭和36年）に着工、1967年（昭和42年）に竣工した。
東名高速道路厚木ICが近い上、戸沢橋周辺には自動車や人が通行可能な橋が無い為に、日中は常に渋滞している。しかし、さがみ縦貫道路（首都圏中央連絡自動車道）が2010年（平成22年）2月27日に開通し、相模川を渡らずに首都圏中央連絡自動車道経由で東名高速道路に入れるようになった。
この渋滞解消を目的とした、本橋西側の国道129号が神奈川県道22号横浜伊勢原線をアンダーパスする戸田交差点立体化事業が行われ、2017年（平成29年）3月25日に開通した。また、戸田交差点と東河内交差点の区間を4車線化する調査･検討している。

## 橋の概要

### 特徴
形式は連続鋼鈑桁橋である。橋長526 m。

### 諸元
- 種別 - 鋼道路橋
- 形式 - 連続鋼鈑桁橋
- 橋長 - 526 m
- 支間 -
- 活荷重 - TL-20
- 施主 -
- 橋梁設計 -
- 橋桁製作 -

## 近隣の橋
（上流）- 相模大橋 - 相模川橋梁（小田急小田原線） - 相模川橋/厚木連絡路相模川橋（東名高速道路） -（相模大堰） - 相模川水管橋 - 新相模川橋（新東名高速道路） 戸沢橋
戸沢橋 - （仮称）ツインシティ橋（計画中） - 相模川橋梁（東海道新幹線） - （寒川取水堰） - 神川橋 -（下流）